# Incisitermes seeversi
Incisitermes seeversi är en termitart som först beskrevs av John Otterbein Snyder och Emerson 1949.  Incisitermes seeversi ingår i släktet Incisitermes och familjen Kalotermitidae. Inga underarter finns listade i Catalogue of Life.